# Pedro Knight
Gerónimo Pedro Knight Caraballo (Matanzas, 30 de septiembre de 1921-Los Ángeles, 3 de febrero de 2007), conocido como Pedro Knight, fue un trompetista y músico cubano, conocido por ser el trompetista de la afamada agrupación cubana, Sonora Matancera y por ser el esposo de la cantante Celia Cruz.

## Biografía
Knight ingresó como segundo trompetista de la afamada agrupación cubana, Sonora Matancera, el 6 de enero de 1944, y junto al trompetista Calixto Leicea hicieron vibrar a muchas generaciones y dieron el sonido original e inconfundible de las trompetas en la agrupación. 
No es hasta el 3 de agosto de 1950, cuando conoce en los ensayos de Radio Progreso a Celia Cruz, que a la vez se integraba como voz femenina invitada por la radiodifusora de la agrupación. También era invitado el puertorriqueño Daniel Santos y compartían con Bienvenido Granda cantante de planta de la Sonora. Con el paso del tiempo luego de una sólida amistad, la pareja comenzó una relación que duró hasta el fallecimiento de Celia el 16 de julio de 2003. 
El 15 de julio de 1960, los miembros de la Sonora Matancera se trasladaron a México donde fueron contratados para diversas presentaciones, y de ahí se trasladaron a Florida. En 1961, comenzaron a cantar en el prestigioso salón de baile Palladium en la ciudad de Nueva York.

## Matrimonio con Celia Cruz
Celia y Pedro se casaron el 14 de julio de 1962 en Connecticut. Seguían los contratos y las giras por Estados Unidos, pero él siempre dejó a su esposa tomar todas las riendas de su vida artística profesional. Había contratos individuales, aunque él continuó viajando como uno de sus músicos. Cuando llegó el momento de tomar una decisión irrevocable, conversó con Rogelio Martínez y le dijo: "Rogelio, tengo un problema. O dejo a Celia viajar sola por todos lados y sigo con la Sonora, o dejo la Sonora y me voy con Celia. Pero el problema es que yo me casé con Celia... Rogelio... no con la Sonora Matancera. Así que tengo que irme con ella. Y si tengo que escoger entre Celia y la trompeta, yo escojo a Celia". No obstante, Rogelio le dio la venia correspondiente y le dijo que si él decidía volver, su puesto estaría siempre disponible. Luego se convirtió en su mánager y representante exclusivo, dejando a la Sonora Matancera y su trompeta el 30 de abril de 1966.
Pedro tomó medidas para ayudar a la carrera de su esposa y también se hizo famoso y muy respetado a través de América Latina. Él sería entrevistado en múltiples ocasiones en programas de televisión e hizo muchas amistades en el mundo del espectáculo, incluyendo a Maria Celeste Arrarás, quien expresó sus respetos hacia él casi tres meses después de la muerte de Celia Cruz, diciendo en la televisión “recordar (que) a todos (nosotros) nos gustas”.
La muerte de Celia Cruz devastó a Knight. Ella lo llamaba "Cabecita de Algodón", y "Perucho". Él estuvo a su lado mientras ella sufrió de cáncer, y en más de una ocasión expresó su esperanza de que ella se recuperara.
Un hecho que no es bien conocido por el público es que Pedro Knight luchó contra el cáncer; apenas un día después de que su esposa experimentó cirugía para quitar un tumor maligno mamario, él pasó por la misma cirugía, ya que tenía un tumor maligno también.
Aunque él pudo asistir a varias actividades dedicadas a su difunta esposa (tal como una firma del libro de la autobiografía de Celia Cruz), su salud se vio seriamente afectada por su muerte. El 7 de julio de 2004 él se desmayó durante un evento para recaudar fondos para el cáncer en Miami, debiendo ser hospitalizado. Los doctores allí le diagnosticaron hipoglucemia, causada por su diabetes y por un quiebre emocional durante la ceremonia.
Knight participó en varios proyectos póstumos dedicados a su esposa, incluyendo libros, discos compactos y una película biográfica. Algunos de los familiares de Cruz lo acusaron de usar la fortuna que ella dejó para su propio beneficio (febrero de 2007).
El 26 de septiembre de 2005, Knight tuvo que ser hospitalizado nuevamente, esta vez a causa de una hemorragia cerebral.
El 16 de febrero de 2006 volvió a ser hospitalizado, después de sufrir de dolores en su brazo izquierdo, siendo internado en la unidad de cuidados intensivos, al parecer a causa de una afección al miocardio (ataque cardíaco).
El 3 de febrero de 2007 falleció en un hospital en Los Ángeles a los 85 años. Fue enterrado en el Cementerio Woodlawn en el barrio de Bronx en Nueva York, junto a su esposa, en un mausoleo construido para ellos.
Le sobreviven a Knight una hija de su primer matrimonio con Santa Díaz Reinero, Ernestina Knight, que vive en Tampa, y cuatro hijos más que viven en La Habana: Pedro Jr., Roberto, Emilia y Gladys, cuya madre es Esther González.